# Der Nister

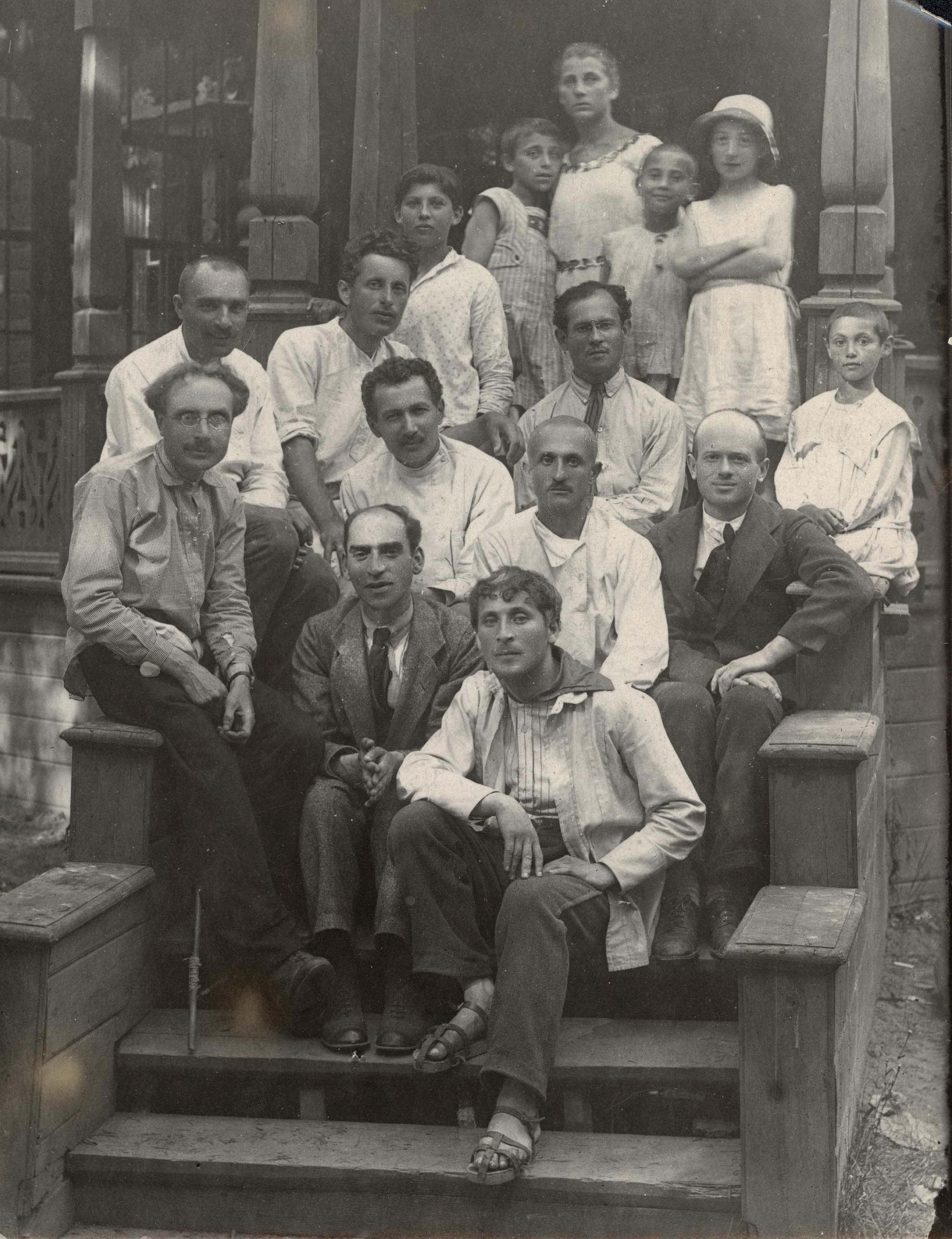
Der Nister vorne, erste Reihe in der Mitte, links neben Chagall

Der Nister (jiddisch דער נסתר) mit bürgerlichem Namen Pinchas Kahanowitsch (jiddisch פּנחס קאַהאַנאָוויטש russisch Пинхус Менделевич Каганович; geboren am 1. November 1884 in Berdytschiw, Russisches Reich; heute Ukraine; gestorben am 4. Juni 1950 in einem sowjetischen Lager) gilt als der bedeutendste jiddische Schriftsteller der Sowjetunion. Er veröffentlichte alle seine Werke unter dem Pseudonym Der Nister (auch: Der Nistor; דער נסתּר „der Verborgene“).

## Leben

### Kindheit und Jugend
Pinchas Kahanowitsch wurde in eine chassidische Familie von Kaufleuten geboren. Sein Vater war Fischhändler in Astrachan an der Wolga. Durch seine Familie, die den Korschewer Chassiden nahestand, erhielt er eine streng-traditionelle religiöse Erziehung. Sein jüngerer Brüder Mottl (Max) wurde Bildhauer, ging nach Paris und gründete eine renommierte Kunsthandlung (Galerie Max Kaganovitch). Seine Schwester wurde Ärztin. Es war wohl seine Mutter als „fortschrittliches“ Element seiner Familie, die Pinchas’ Interesse für sozialistische und zionistische Ideen weckte. 1905 besuchte er den Poalei-Tzion-Kongress.
Pinchas studierte Pädagogik und begann als Zwanzigjähriger als Lehrer zu arbeiten. Dieser Arbeit ging er auch noch lange Jahre neben seiner literarischen Tätigkeit nach.
Mit 23 Jahren veröffentlichte er in Vilnius sein erstes Buch, wie alle seine Werke in seiner Muttersprache Jiddisch: Gedankn un motiwn – lider in prose, eine Sammlung kurzer, meist philosophischer Betrachtungen. Schon sein Erstling erschien unter dem Pseudonym „Der Nister“, das er zeitlebens für all seine weiteren Veröffentlichungen verwendet. Das Pseudonym nimmt Bezug auf die alte chassidische Legende der 36 Gerechten, die verborgen vor der Welt und vor sich selbst als Rechtfertigung und Grundlage der Existenz der Welt dienen.

### Der Erste Weltkrieg
Um der Einberufung zur zaristischen Armee zu entgehen, verließ Kahanowitsch 1905 seine Heimatstadt und zog nach Schytomyr. Dort gab er Privatunterricht in Hebräisch und setzte seine literarische Arbeit fort. Er veröffentlichte Gedichte und Kurzgeschichten und lernte den jiddischen Schriftsteller Jizchok Leib Perez kennen, den Kahanowitsch sehr verehrte. Peretz erkannte dessen literarisches Talent und förderte ihn, indem er ihm half, seine literarische Prosa Hecher fun der erd 1910 in Warschau zu veröffentlichen.
Pinchas Kahanowitsch heiratete 1912 Rochl Silberberg, eine junge Lehrerin aus Schytomyr. Im Juli 1913 wurde ihre Tochter Hodel geboren. (Sie verhungerte im Frühjahr 1942 während der Belagerung von Leningrad.) Kahanowitsch fand Arbeit in Kiew, die seine bis dato rechtlose Lage klärte, und zog mit seiner Familie offiziell nach Kiew.
Zwischen 1912 und 1920 veröffentlichte er eine ganze Reihe von Werken verschiedener Gattungen (Gedichte, Erzählungen, Kindergeschichten) und entwickelte dabei allmählich einen unverwechselbaren, stark symbolistisch geprägten Erzählstil, der mit den Jahren immer raffinierter und komplexer wurde.

### Die zwanziger Jahre
1920 zog er für einige Monate in die Musterkolonie nach Malakowka nahe Moskau und arbeitete hier als Lehrer für jüdische Waisenkinder, deren Eltern vorwiegend den zaristischen Judenpogromen von 1904 bis 1906 zum Opfer gefallen waren. Malakowka war zu dieser Zeit eine Art Labor für neue Konzepte moderner Kindererziehung, gleichzeitig wurde hier in Literatur, Lyrik und Malerei experimentiert. Er traf hier auf weitere jüdische Künstler und Intellektuelle, unter ihnen David Hofstein, Leib Kwitko, Moshe Lifshits und Marc Chagall. Chagall hatte bereits eine Sammlung Kindergedichte von Kahanowitsch illustriert, Majßelech in fersn, erschienen 1918/1919.
Wohl Anfang 1921 verließ Kahanowitsch Malakowka wieder und zog mit seiner Familie nach Kaunas in Litauen. Da er dort große Schwierigkeiten hatte, seinen Lebensunterhalt zu verdienen, entschloss er sich, wie viele andere russische Intellektuelle dieser Zeit, die Sowjetunion zu verlassen, und zog nach Berlin. Von 1922 bis 1924 arbeitete er hier als freier Mitarbeiter der jiddischen Zeitschrift Milgroim (Granatapfel). In Berlin veröffentlichte er auch eine zweibändige Sammlung seiner symbolistischen Erzählungen unter dem Titel Gedacht. Das Buch begründet einen ersten, bescheidenen literarischen Erfolg. Als die Milgroim 1924 ihr Erscheinen einstellte, zog er mit seiner Familie weiter nach Hamburg, wo er zwei Jahre lang für die sowjetische Handelsmission arbeitete.
1926 kehrte Kahanowitsch in die Sowjetunion zurück und ließ sich mit seiner Familie in Charkiw nieder. Die Sammlung Gedacht wurde 1929 auch in Russland veröffentlicht, allerdings mit leichten Veränderungen. Im selben Jahr erschien in Kiew ein weiterer Band mit Erzählungen, die wohl schon für die Berliner Ausgabe vorgesehen waren, unter dem Titel Fun majne giter.
Das komplizierte Geflecht von Metaphern in seinen Erzählungen, die in ihren Themen an die chassidische Mystik anknüpfen – besonders an die Kabbala sowie an die symbolistischen Erzählungen von Rabbi Nachman von Brazlaw –, lassen ein Universum an Bildern und Gleichnissen entstehen, die an die romantischen Texte eines E.T.A. Hoffmann, aber auch an Volksmärchen, Kindergedichte oder Abzählreime erinnern. Der hypnotische Rhythmus seiner langen Sätze gibt den Erzählungen einen rätselhaft archaischen Unterton. Nicht zuletzt spiegeln sie aber auch den zunehmenden Druck wider, der zu jener Zeit durch das Sowjetregime auf jüdische Intellektuelle ausgeübt wurde.
So wurde auch Der Nister Opfer der immer strenger werdenden sowjetischen Zensur. Als die russische jiddische Zeitung Di rojte welt (Die rote Welt) 1929 seine Erzählung Unter a plojt (Unterm Zaun) abdruckte, wurde er dafür heftig kritisiert und gemaßregelt. Der damalige Präsident des russischen Verbandes Jiddischer Schriftsteller, Mosche Litwakow, initiierte eine Verleumdungskampagne, an deren Ende sich Der Nister vom literarischen Symbolismus lossagen musste. Er bemühte sich nun, seine literarische Arbeit im Sinne des vorherrschenden Sozialistischen Realismus zu verfassen und begann, Reportagen zu schreiben. Diese gesammelten Reportagen erscheinen 1934 unter dem Titel Hojptschtet (Hauptstädte).

### Die dreißiger Jahre
In den frühen 1930er Jahren veröffentlichte er fast ausschließlich als Journalist und Übersetzer, unter anderem Werke von Tolstoi, Victor Hugo oder Jack London. Seine eigene literarische Arbeit beschränkte sich auf vier kleine Sammlungen mit Erzählungen für Kinder. Zur selben Zeit begann er mit der Arbeit an seinem eigentlichen Hauptwerk: Di mischpoche Maschber (Die Familie Maschber bzw. zugleich „Die Familie Krise“, jidd. maschber = dt. Krise), eine realistisch geschriebene, den Buddenbrooks vergleichbare Familiensaga zum jüdischen Leben in seiner Geburtsstadt Berditschew am Ende des 19. Jahrhunderts mit den drei Brüdern Mosche – ein stolzer Geschäftsmann, der dann Bankrott macht –, Luzi – ein skeptizistischer Mystiker und Wohltäter, der mutig-trotzig an die Ewigkeit des jüdischen Volkes glaubt, wohl eine Selbstdarstellung Kahanowitschs – und Alter – ein menschenfreundlicher Altruist – als Hauptakteuren.
Der erste Band der Familie Maschber erschien 1939 in Moskau. Das Werk wurde von der Kritik fast einhellig gelobt, er schien rehabilitiert zu sein. Doch der Erfolg währte nicht lange: Die limitierte Auflage des ersten Bandes war schnell ausverkauft, der Zweite Weltkrieg und der Einmarsch deutscher Truppen in die Sowjetunion 1941 machten eine zweite Auflage unmöglich. Der zweite Band, seiner Tochter Hodel gewidmet, die bei der Leningrader Blockade verhungern musste, erschien erst 1948 in New York. Das Manuskript eines dritten Bandes, dessen Fertigstellung Der Nister in einem Brief erwähnt, ist bis heute verschollen. Eine deutsche Übersetzung der Familie Maschber wurde erstmals 1990 veröffentlicht.

### Der Zweite Weltkrieg
Während des Zweiten Weltkriegs wurde Kahanowitsch nach Taschkent evakuiert. Hier schrieb er Erzählungen über die Gräuel der Judenverfolgung im von den Deutschen besetzten Polen, die ihm von Bekannten aus erster Hand beschrieben worden waren. Diese gesammelten Erzählungen erschienen 1943 unter dem Titel Churboneß in Moskau, wohin er zurückgezogen war, zusammen mit seiner zweiten Frau Lena Singalowska, einer Schauspielerin des damaligen jiddischen Kiewer Theaters. Zeitgleich engagierte sich Der Nister, wie seine jiddischen Schriftstellerkollegen Itzik Feffer, Perez Markisch und Samuel Halkin, in dem vom Intendanten des Jiddischen Staatstheaters Moskau, Solomon Michoels, geleiteten Jüdischen Antifaschistischen Komitee und verfasste Texte und Bittbriefe als Hilferufe gegen die nationalsozialistischen Pogrome. Die Texte wurden unter anderem auch in US-amerikanischen Zeitungen abgedruckt.
1947 wurde er nach Birobidschan nahe der chinesischen Grenze verbannt, um über eine vom Sowjetregime in dieser Gegend vorgesehene, selbst verwaltete jüdische Siedlung zu berichten. 1949 wurde er schließlich, im Zuge der vom sowjetischen Staatsapparat befohlenen Ausrottung jüdischer Schriftsteller und der Vernichtung der jüdischen Kultur auf sowjetischem Boden, verhaftet und in das Lager Abes (russisch: Абезьский лагерь) bei Workuta deportiert. Pinchas Kahanowitsch starb offiziellen sowjetischen Angaben zufolge am 4. Juni 1950 in einem sowjetischen Gefängniskrankenhaus. Drei Tage darauf wurde er namenlos beerdigt.
Im August 2017 wurde sein Grab von israelischen und russischen Forschern in dem Dorf Abes in der Nähe von Workuta entdeckt. Es wird heute durch ein Monument in der Form eines aus Stacheldraht geformten Davidsterns markiert.

## Rezeption
Während der Stalinzeit wurden die Werke des Nister, wie sämtliche jiddische Literatur, vollkommen totgeschwiegen. Das änderte sich erst in den 60er Jahren. 1960 wurde sein Tod erstmals offiziell bestätigt. Nach und nach erschienen wieder Fragmente aus seinen Werken in der 1961 gegründeten Zeitschrift Sowetisch Hejmland. 1969 erschien eine Sammlung seiner Erzählungen aus der Zeit nach dem Zweiten Weltkrieg unter dem Titel Widerwuks. Die beiden Bände der Familie Maschber wurden zusammen 1974 in der Sowjetunion verlegt. Der Nister wurde somit schrittweise rehabilitiert, ohne dass dies je offiziell ausgesprochen worden wäre. Der Nachdruck seiner Werke beschränkte sich zudem auf seine „realistischen“ Schriften.
Der Nister erscheint als Figur im 2006 veröffentlichten Roman The World to Come (dt. Die kommende Welt) von Dara Horn.

## Werke (Auswahl)
- Gedankn un motiwn – lider in prose, Wilna 1907
- Hecher fun der Erd („Höher von der Erde“), Warschau 1910
- Gesang un gebet, Kiew 1912 (Liedersammlung)
- Übersetzte Auswahlausgabe von Andersens Märchen, 1918
- Majßelech in fersn („Erzählungen in Versen“), 1918/19 (mit Illustrationen von Marc Chagall; mehrere Auflagen: Kiew, Warschau, Berlin)
- Gedacht, Berlin, 1922/23 (Sammlung fantastisch-visionärer Erzählungen, 2 Bde.)
- Fun majne giter, Kiew 1929 (pessimistisch gestimmte Erzählungen)
- Hojptschtet, Moskau 1934
- Sekß majßelech, 1939
- Di mischpoche Maschber, Kiew 1939 (1. Band), New York 1948 (2. Band)
- Churboneß, Moskau 1943
- Derzejlung und eßejen, New York 1957 (posthum)
- Widerwukß, Moskau 1969 (posthum)

## Ausgaben (Auswahl)
In deutscher Übersetzung wurden veröffentlicht:
- Unterm Zaun. Jiddische Erzählungen. Nachwort von Daniela Mantovan-Kromer. Insel-Verlag, Frankfurt am Main 1988, ISBN 3-458-14619-9.
- Die Brüder Mashber. Das jiddische Epos. Übersetzt von Hans-Joachim Maass, Frankfurt am Main 1990, ISBN 3-549-06691-0.
- Von meinen Besitztümern. Jiddische Erzählungen. Übersetzt und mit einem Nachwort von Daniela Mantovan. Wunderhorn, Heidelberg 2024, ISBN 978-3-88423-697-0.

In englischer Übersetzung wurde veröffentlicht:
- The Family Mashber. Übersetzt aus dem Yiddisshen durch Leonard Wolf. New York Review Books, New York 2008, ISBN 1-59017-279-5.

In französischer Übersetzung wurden veröffentlicht:
- Sortilèges. Contes. Übersetzt durch Delphine Bechtel. Julliard, Paris 1992, ISBN 978-2-260-00921-4.
- Contes fantastiques et symboliques. Übersetzt durch Delphine Bechtel. Editions du Cerf, Paris 1997, ISBN 978-2-204-05715-8.

In italienischer Übersetzung wurde veröffentlicht:
- Prologo di uno sterminio - racconti yiddish dalla Polonia occupata. bearbeitet von Daniela Mantovan-Kromer, übersetzt durch Alessandra Luise. Marsilio, Venedig 2000, ISBN 88-317-7435-2.